# Madadayo
Madadayo (jap. まあだだよ Mādadayo) ist ein japanischer Spielfilm aus dem Jahr 1993, der auf einer autobiografischen Kurzgeschichte von Hyakken Uchida basiert. Das mehrfach preisgekrönte Drama war der letzte Film des Regisseurs und Drehbuchautors Akira Kurosawa. Der Film wurde von Daiei produziert. Die Hauptrolle spielte Tatsuo Matsumura.

## Handlung
Der Deutschprofessor Hyakken Uchida teilt seinen ihn verehrenden Schülern mit, er werde sich aus der Lehrtätigkeit zurückziehen.
Es wird die Vergangenheit und die Lebensgeschichte des Lehrers und seiner Frau gezeigt, vom Zweiten Weltkrieg bis in die 1960er-Jahre hinein. Der Film schildert, wie ihr Haus von Bomben zerstört wird und die zu Wohlstand gekommenen ehemaligen Schüler ihnen unter die Arme greifen.
In alljährlichen Treffen wird der Professor, der nach dem Ende seiner Lehrtätigkeit Essays und Gedichte verfasst, gefeiert. Über die Jahre verändern sich die Umstände dieser Feier, doch ihr Charakter bleibt erhalten. Ebenso das zentrale Ritual dieser Feiern: die Schüler fragen Uchida: Māda kai? („Fertig?“) und er antwortet mit Māda da yo! („Noch nicht!“).
Am Ende träumt der alte Uchida, erschöpft von einer weiteren Feier mit seinen Schülern, im Schlaf vom Versteckenspielen der Kindheit.

## Hintergründe
Der Titel Madadayo bezieht sich auf die Rufe japanischer Kinder beim Versteckspiel: Die Suchenden rufen Māda kai und das sich versteckende Kind Māda da yo, bis es ein gutes Versteck gefunden hat. Dies wird auch in der letzten Szene deutlich.
Godzilla-Regisseur Ishirō Honda wirkte als directorial advisor mit.  Er starb noch 1993.

## Kritiken
„Ein faszinierender, lebenskluger Film, durchdrungen von einer zutiefst humanen Ehrfurcht, der die traditionellen Werte Japans, Lebensart und Lebenslust feiert. Zugleich eine persönliche Hommage Kurosawas an seinen verehrten Meister Eizo Uschida.“

## Auszeichnungen
Bei der Verleihung der Japanese Academy Awards 1994 gewann der Film in den Kategorien Beste Nebendarstellerin (Kyōko Kagawa), Beste Beleuchtung, Beste Ausstattung und Beste Kamera. Er war außerdem in den Kategorien Bester Hauptdarsteller (Tatsuo Matsumura), Bester Nebendarsteller (Jōji Tokoro) und Beste Musik nominiert. Den Blue Ribbon Award erhielten Tatsuo Matsumura als Bester Hauptdarsteller und Jōji Tokoro als Bester Nebendarsteller.
Bei den Chicago Film Critics Association Awards 1999 war Madadayo als Bester ausländischer Film nominiert, musste sich aber Roberto Benignis Das Leben ist schön geschlagen geben.
Die Filmbewertungsstelle Wiesbaden vergab das Prädikat „Besonders wertvoll“.